# Grotekerksbuurt 80
De Grotekerksbuurt 80 is een pand aan de Grotekerksbuurt in de stad Dordrecht, in de Nederlandse provincie Zuid-Holland. Het pand is op 9 maart 1966 ingeschreven als rijksmonument. Tegen de zijgevel aan de zijde van de Pelserbrug is een uit moppen gemetselde traptoren, deze is in 1871 geplaatst. De lijstgevel aan de voorzijde is voor een ouder pand geplaatst. De lijstgevel stamt eveneens uit 1871, de onderpui is later iets gewijzigd. Tegelijk met de traptoren en de lijstgevel werd het pand opgesplitst in twee appartementen.
Het pand werd in 1980 door Stadsherstel aangekocht en gerestaureerd, na de restauratie van dat jaar had de toren een torenspits in plaats van een plat dak.

## Trivia
- De schilders Jacob en Abraham van Strij zijn in dit huis geboren.[1]